# 曹庵镇
曹庵镇，是中华人民共和国安徽省淮南市田家庵区下辖的一个乡镇级行政单位。

## 行政区划
曹庵镇下辖以下地区：
曹水社区、陈巷村、曹庵村、范圩村、轩岗村、柳树村、大树村、老圩村、宋王村、孤堆村、李桥村和庞祠村。